# Miguel Borja
Miguel Ángel Borja Hernández (Tierralta, 26 de enero de 1993) es un futbolista colombiano. Juega de delantero y su equipo es el River Plate de la Primera División de Argentina.Es Internacional absoluto con la selección de fútbol de Colombia.

## Trayectoria

### Inicios y paso por Europa
Inició su carrera deportiva en el Deportivo Cali el 29 de junio del 2011, allí disputó únicamente un partido de Copa Colombia frente al Pacífico Fútbol Club. A pesar de estar entre los 11 titulares de aquel encuentro, Borja nunca tuvo un contrato profesional con el club.
Debutó profesionalmente en el segundo semestre de la temporada 2011 en el Cúcuta Deportivo. En el club, Borja no tuvo el desempeño deseado, disputando cinco partidos, uno solo como titular.
Para tener continuidad, fue transferido al Cortuluá donde logró consolidarse como un delantero rápido y goleador, destacándose notablemente en el torneo de ascenso Categoría Primera B, estas magníficas actuaciones lo llevaron a ser una alternativa atacante en la Selección Colombia Sub-20.
Para el segundo semestre del 2013 pasó a ser nuevo refuerzo de La Equidad, en el cual logró anotar 4 goles en 2 partidos.
Luego de esos dos partidos fue fichado por el Livorno de Italia por 5 temporadas. Durante el año que estuvo en Italia solo jugó 8 partidos y no logró anotar ningún gol, además descendió a la Serie B.

### Club Olimpo
Luego de estar en Italia, en junio del 2014 fue cedido a préstamo con una opción de compra de 1.5 millones de euros al Club Olimpo de la Primera División de Argentina junto con su excompañero de la selección sub-20 de 2013, Mauricio Cuero, que venía del fútbol rumano, ambos fueron pedidos por el técnico colombiano Walter Perazzo para cubrir la baja del también colombiano José Adolfo Valencia. El domingo 16 de noviembre marcó su segundo gol en su club Olimpo, que se encontraba cerca del final de la tabla, para empatar frente al único puntero del campeonato, River Plate. Al ser entrevistado da «toda la honra y gloria a Dios», y sostiene que el equipo no pensó en que enfrentaba al puntero, sino que simplemente hizo su trabajo. Dos fechas después, marcó su tercer gol en Olimpo, durante la goleada 3-0 frente a Godoy Cruz, siendo elegido como «mejor jugador del partido» por la opinión pública.

### Independiente Santa Fe
Después de su paso por el Olimpo, llegó por un año al Independiente Santa Fe. Borja comenzó siendo suplente, pero en sus ingresos hizo buenos partidos y se mantuvo regularmente entre la banca y la titular. En el segundo semestre de 2015, con la llegada de Gerardo Pelusso, Miguel Borja pasó a segundo plano y entró con menor continuidad, sin embargo logró conseguir goles y hacer parte del plantel que consiguió la Copa Sudamericana 2015.
Tras ganar la copa con Santa Fe, Miguel Borja fue preseleccionado en la lista de convocados de la selección sub-23 de Colombia para enfrentar los Juegos Olímpicos de 2016 en Río de Janeiro.

### Cortuluá
Para el 2016 volvió al Cortuluá donde se convirtió en figura marcando varios goles. Marcó su primer triplete el 26 de abril dándole la victoria a su equipo 3-1 de visitantes sobre el Once Caldas. Terminó como goleador del Torneo Apertura con 19 goles superando el récord que poseía Jackson Martínez en torneos cortos con 18.

### Atlético Nacional

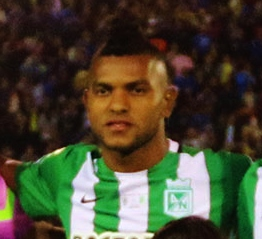
Borja jugando para Atlético Nacional.

El 15 de junio de 2016 fue confirmado su traspaso al Atlético Nacional. En su debut el 6 de julio marcó los 2 goles de la victoria por la ida de las semifinales de la Copa Libertadores 2016 contra São Paulo en el Morumbí. En el partido de vuelta volvió a marcar dos goles para la victoria de Nacional 2-1 y su clasificación a la final de la Copa Libertadores, en la final marcó el tanto en Medellín que significó el título de la Copa Libertadores 2016 con un global de 2 a 1 frente a Independiente del Valle de Ecuador. También fue el máximo goleador de Atlético Nacional en la Copa Libertadores con cinco goles en cuatro partidos.
El 26 de octubre marcó su primer triplete con los verdolagas dándole la victoria 3 a 1 a su club sobre el Coritiba de Brasil para asegurar el pase a las semifinales de la Copa Sudamericana 2016.

### Palmeiras
El 9 de febrero de 2017 se oficializa como nuevo jugador del Palmeiras del Campeonato Brasileño de Serie A. Debuta con gol el 27 de febrero en la goleada 4 a 1 sobre el Ferroviária, en su segundo partido el 3 de marzo vuelve y marca poniendo el 1-3 final en su visita al Red Bull Brasil.
El 14 de mayo por la primera fecha del Brasileirao marca doblete en la goleada 4-0 sobre Vasco da Gama, el 21 de junio le da la victoria por la mínima a su club frente a Atlético Goianiense. El 31 de marzo marca el gol de la victoria por la mínima como visitantes en el clásico con AC Corinthians, correspondiente a la ida de la final del Campeonato Paulista. El 8 de abril en la vuelta de la serie contra el mismo Corinthians es titular en la derrota 0 - 1 que terminó dándole el título al Corinthians 4 a 3 en los penales. Al final del torneo Borja se convirtió en el primer futbolista extranjero en quedar goleador del torneo Paulista desde que fue oficializado como título profesional en 1933. El 16 de mayo marca su primer hat-trick con el club brasileño en el triunfo 3-1 sobre Atlético Junior club del cual es hincha en Colombia, por la última fecha del Grupo H de la Copa Libertadores 2018. El 9 de agosto le da la victoria a su club marcando los dos goles en la victoria como visitantes sobre Cerro Porteño por la ida de los octavos de la Copa Libertadores 2018.
En su debut del 2019 marca el gol para el empate a uno en su visita al RB Brasil por el Paulista. El 27 de enero marca nuevamente en la victoria 2 por 0 como visitantes ante San Cayetano. El 23 de julio marca su primer por la Copa Libertadores 2019 en el empate a dos goles en su visita a Godoy Cruz, en el partido de vuelta de los octavos de final vuelve y marca en la goleada 4 por 0 clasificando a cuartos de final.

### Junior
El 29 de diciembre de 2019 se oficializa el fichaje del delantero como nuevo jugador del Junior de Barranquilla, que llegará a préstamo por 1 año y que tendrá un salario anual de 1,5 millones de dólares. El 25 de enero debuta con gol en el triunfo 2-0 sobre La Equidad, el 1 de febrero anota el gol de la victoria por la mínima sobre Independiente Medellín marcando de tiro penal, el 28 del mismo mes vuelve a marcar en la victoria 3-2 sobre Jaguares de Córdoba.
El 11 de septiembre ganó su primer título como rojiblanco, Junior ganó la Superliga de Colombia 2020 tras derrotar 0-2 a América de Cali en Cali. Borja anotó en el partido de ida que terminó 1-2 en Barranquilla. El 17 de septiembre, anotó en la victoria de Junior 1-2 sobre Barcelona por la tercera fecha de la fase de grupos de la Copa Libertadores 2020. El 20 de septiembre marcó el gol definitivo de penalti en el minuto 95 en la victoria de Junior 2-1 sobre Rionegro Águilas. El 10 de octubre anotó en el empate de Junior 2-2 con Atlético Nacional por Liga. El 6 de enero de 2021 recibió el premio como goleador del Campeonato colombiano 2020 con 14 anotaciones. El 25 de enero marcó en el triunfo de Junior 1-2 sobre Once Caldas por el Torneo Apertura 2021. El 30 de enero volvería a marcar en el triunfo de Junior 2-1 sobre América de Cali.

### Grêmio
El 5 de agosto de 2021 firmó contrato con Grêmio Foot-Ball Porto Alegrense hasta diciembre de 2022, cedido, manteniendo prioridad en la adquisición. El 9 de agosto debutaría marcando en la victoria de Gremio 2-1 sobre Chapecoense por el Brasileirao. El 22 de agosto marcó en el triunfo del Gremio 2-0 sobre el Bahia por la fecha 17, venía de marcar también en la victoria 1-0 sobre Cuiabá como visitante. La temporada 2021 de Borja terminó con el descenso del Gremio a la Serie B de Brasil.

### Segunda etapa en Junior
El 22 de diciembre de 2021 se anuncia su regreso al Junior de Barranquilla. El anuncio fue hecho por uno de los propietarios del Junior y candidato presidencial de Colombia, Alex Char. Se oficializó su fichaje el 24 de diciembre del mismo año como un "regalo de navidad" para la hinchada de parte del club. Debutó el 22 de enero del 2022 con gol en la victoria 3-1 de Junior en un encuentro de la Categoría Primera A en el Estadio Metropolitano.

### River Plate
El 12 de julio de 2022 fue presentado como nuevo jugador del Club Atlético River Plate, con un contrato que lo unirá al club hasta diciembre de 2025. El 22 de julio debutó jugando los últimos veinte minutos en la victoria de River 1-0 sobre Gimnasia y Esgrima La Plata por la Liga Argentina. El 24 de julio marcó su primer tanto y dio dos asistencias en el triunfo 0-3 sobre Club Atlético Aldosivi. El 21 de agosto marcó su segundo gol y el primero en el Estadio Monumental en la goleada 3-0 contra Central Córdoba. El 4 de septiembre llegó el tercer gol en el club, en el triunfo 2-0 sobre Barracas Central. Diez días después volvería a marcar en la derrota 1-2 con Banfield.Contra Estudiantes de La Plata llegaron los otros dos goles en la victoria por 5-0. El séptimo tanto el 9 de octubre en el 0-1 sobre Patronato.El 7 de mayo de 2023 marcó en la victoria de River 1-0 sobre Boca Juniors.En julio de 2023 se consagró campeón de la Liga 2023.
El 4 de febrero de 2024 marcó su primer triplete en River, fue contra Vélez Sarsfield en la goleada 5 a 0 en el  Monumental por la tercera fecha de la Copa de la Liga Profesional.

## Selección nacional

### Categorías inferiores
Fue convocado para actuar con la selección Colombia Sub-20 en el Campeonato Sudamericano Sub-20 de 2013, celebrado en la provincia de Mendoza, Argentina, en el que sería suplente los dos primeros partidos contra Paraguay y Chile, debutando en el segundo tiempo ante la selección chilena y jugando los últimos minutos del encuentro. Ante Bolivia fue titular y marcó tres goles.
Jugó los Juegos Olímpicos de Río de Janeiro 2016 con la selección Sub-23 de Colombia en donde llegaron a los cuartos de final y fueron eliminados por los locales (Brasil).

#### Participaciones en Torneos Juveniles
| Campeonato                          | Sede                       | Resultado                  | PJ | GA | Asis |
| ----------------------------------- | -------------------------- | -------------------------- | -- | -- | ---- |
| Sudamericano Sub-20 de 2013         | Argentina                  | Campeón                    | 7  | 3  | N/A  |
| Torneo Esperanzas de Toulon de 2013 | Francia                    | Subcampeón                 | 5  | 2  | N/A  |
| Total en Torneos Juveniles          | Total en Torneos Juveniles | Total en Torneos Juveniles | 12 | 5  | N/A  |

#### Participaciones en Copas del Mundo Juveniles
| Campeonato                  | Sede    | Resultado        | PJ | GA | Asis |
| --------------------------- | ------- | ---------------- | -- | -- | ---- |
| Copa Mundial Sub-20 de 2013 | Turquía | Octavos de final | 2  | 0  | 0    |

#### Participaciones enJuegos Olímpicos
| Torneo                | Categoría | Sede                   | Resultado        | PJ | GA | Asis |
| --------------------- | --------- | ---------------------- | ---------------- | -- | -- | ---- |
| Juegos Olímpicos 2016 | Sub-23    | Río de Janeiro, Brasil | Cuartos de final | 3  | 0  | 1    |

#### Goles internacionales
| # | Fecha      | Lugar                                           | Rival                           | Gol | Resultado | Competición                    |
| - | ---------- | ----------------------------------------------- | ------------------------------- | --- | --------- | ------------------------------ |
| 1 | 9-10-2012  | Estadio La Portada, La Serena, Chile            | Chile                           | 1-1 | 2-2       | Copa Desafío Cuatro Naciones   |
| 2 | 9-10-2012  | Estadio La Portada, La Serena, Chile            | Chile                           | 1-2 | 2-2       | Copa Desafío Cuatro Naciones   |
| 3 | 11-10-2012 | Estadio La Portada, La Serena, Chile            | Argentina                       | 0-1 | 1-1       | Copa Desafío Cuatro Naciones   |
| 4 | 13-10-2012 | Estadio La Portada, La Serena, Chile            | México                          | 1-2 | 1-2       | Copa Desafío Cuatro Naciones   |
| 5 | 15-1-2013  | Estadio Malvinas Argentinas, Mendoza, Argentina | Bolivia                         | 1-0 | 6-0       | Campeonato Sudamericano Sub-20 |
| 6 | 15-1-2013  | Estadio Malvinas Argentinas, Mendoza, Argentina | Bolivia                         | 3-0 | 6-0       | Campeonato Sudamericano Sub-20 |
| 7 | 15-1-2013  | Estadio Malvinas Argentinas, Mendoza, Argentina | Bolivia                         | 4-0 | 6-0       | Campeonato Sudamericano Sub-20 |
| 8 | 28-5-2013  | Stade Léo Lagrange, Besanzón, Francia           | Corea del Sur                   | 1-0 | 1-0       | Torneo Esperanzas de Toulon    |
| 9 | 5-6-2013   | Stade Louis Hon, Saint-Raphaël, Francia         | República Democrática del Congo | 1-0 | 1-0       | Torneo Esperanzas de Toulon    |

### Selección absoluta
El 4 de noviembre de 2016, José Pékerman lo convocó por primera vez para los juegos de las Eliminatorias Rusia 2018 ante Chile y Argentina. Su debut se produjo el 10 de noviembre como titular en el empate sin goles frente a Chile, siendo reemplazado en el entretiempo por Radamel Falcao. Sus primeros dos goles con la selección los marca el 14 de noviembre de 2017 en la victoria 0-4 sobre China en amistoso, entrando en el segundo tiempo.
El 14 de mayo de 2018 fue incluido por el entrenador José Pekerman en la lista preliminar de 35 jugadores para disputar la Copa Mundial de Fútbol de 2018. El 28 de junio debuta en la Copa del Mundo ingresando en el segundo tiempo por Radamel Falcao en la victoria por la mínima frente a Senegal sellando su clasificación a octavos de final. Al final caen eliminados en octavos de final por penales 3-4 frente a Inglaterra, donde no estaría en el banco de suplentes por lesión. El 8 de junio de 2021 marcó en el empate de Colombia 2-2 con Argentina por las Eliminatorias a Catar 2022. El 22 de junio en la fecha 3 de la Copa América 2021 marcó en la derrota 1-2 contra Perú. El 9 de septiembre anotó doblete en la victoria de Colombia 3-1 sobre Chile por las Eliminatorias a Catar 2022.

#### Participaciones enEliminatorias al Mundial
| Eliminatoria                        | Sede del Mundial       | Posición               | Resultado   | PJ | GA | Asis |
| ----------------------------------- | ---------------------- | ---------------------- | ----------- | -- | -- | ---- |
| Eliminatorias Mundial de Rusia 2018 | Rusia                  | 4°lugar 27pts          | Clasificado | 2  | 0  | 1    |
| Eliminatorias Mundial de Catar 2022 | Catar                  | 6°lugar 23pts          | Eliminado   | 9  | 4  | 0    |
| Total en Eliminatorias              | Total en Eliminatorias | Total en Eliminatorias | 1/2         | 11 | 4  | 1    |

#### Participaciones enCopas del Mundo
| Mundial               | Sede  | Resultado        | PJ | GA | Asis |
| --------------------- | ----- | ---------------- | -- | -- | ---- |
| Mundial de Rusia 2018 | Rusia | Octavos de final | 1  | 0  | 0    |

#### Participaciones enCopas América
| Torneo                 | Sede                   | Resultado              | PJ | GA | Asis |
| ---------------------- | ---------------------- | ---------------------- | -- | -- | ---- |
| Copa América 2021      | Brasil                 | Tercer lugar           | 7  | 1  | 1    |
| Copa América 2024      | Estados Unidos         | Subcampeón             | 2  | 1  | 0    |
| Total en Copas América | Total en Copas América | Total en Copas América | 9  | 2  | 1    |

#### Goles internacionales
| # | Fecha                   | Lugar                                             | Rival          | Gol   | Resultado | Competición                |
| - | ----------------------- | ------------------------------------------------- | -------------- | ----- | --------- | -------------------------- |
| 1 | 14 de noviembre de 2017 | Chongqing Olympic Sports Center, Chongqing, China | China          | 0 - 3 | 0 - 4     | Amistoso                   |
| 2 | 14 de noviembre de 2017 | Chongqing Olympic Sports Center, Chongqing, China | China          | 0 - 4 | 0 - 4     | Amistoso                   |
| 3 | 11 de octubre de 2018   | Raymond James Stadium, Tampa, Estados Unidos      | Estados Unidos | 2 - 4 | 2 - 4     | Amistoso                   |
| 4 | 8 de junio de 2021      | Estadio Metropolitano, Barranquilla, Colombia     | Argentina      | 2 - 2 | 2 - 2     | Eliminatorias Mundial 2022 |
| 5 | 20 de junio de 2021     | Estadio Olímpico, Goiânia, Brasil                 | Perú           | 1 - 1 | 1 - 2     | Copa América 2021          |
| 6 | 9 de septiembre de 2021 | Estadio Metropolitano, Barranquilla, Colombia     | Chile          | 1 - 0 | 3 - 1     | Eliminatorias Mundial 2022 |
| 7 | 9 de septiembre de 2021 | Estadio Metropolitano, Barranquilla, Colombia     | Chile          | 2 - 0 | 3 - 1     | Eliminatorias Mundial 2022 |
| 8 | 24 de marzo de 2022     | Estadio Metropolitano, Barranquilla, Colombia     | Bolivia        | 2 - 0 | 3 - 0     | Eliminatorias Mundial 2022 |
| 9 | 6 de julio de 2024      | State Farm Stadium, Glendale, Estados Unidos      | Panamá         | 5 - 0 | 5 - 0     | Copa América 2024          |

## Estadísticas

### En clubes
| Club                              | Div                 | Temporada           | Liga  | Liga  | Liga   | Copas nacionales(1) | Copas nacionales(1) | Copas nacionales(1) | Torneos internacionales(2) | Torneos internacionales(2) | Torneos internacionales(2) | Total | Total | Total  | Media goleadora(3) |
| Club                              | Div                 | Temporada           | Part. | Goles | Asist. | Part.               | Goles               | Asist.              | Part.                      | Goles                      | Asist.                     | Part. | Goles | Asist. | Media goleadora(3) |
| --------------------------------- | ------------------- | ------------------- | ----- | ----- | ------ | ------------------- | ------------------- | ------------------- | -------------------------- | -------------------------- | -------------------------- | ----- | ----- | ------ | ------------------ |
| Deportivo Cali · Colombia         | 1.ª                 | 2011                | —     | —     | —      | 1                   | 0                   | 0                   | —                          | —                          | —                          | 1     | 0     | 0      | 0                  |
| Deportivo Cali · Colombia         | Total club          | Total club          | 0     | 0     | 0      | 1                   | 0                   | 0                   | 0                          | 0                          | 0                          | 1     | 0     | 0      | 0                  |
| Cúcuta Deportivo · Colombia       | 1.ª                 | 2011                | 5     | 0     | 0      | —                   | —                   | —                   | —                          | —                          | —                          | 5     | 0     | 0      | 0                  |
| Cúcuta Deportivo · Colombia       | Total club          | Total club          | 5     | 0     | 0      | 0                   | 0                   | 0                   | 0                          | 0                          | 0                          | 5     | 0     | 0      | 0                  |
| Cortuluá FC · Colombia            | 2.ª                 | 2012                | 22    | 4     | 0      | 5                   | 0                   | 0                   | —                          | —                          | —                          | 27    | 4     | 0      | 0.15               |
| Cortuluá FC · Colombia            | 2.ª                 | 2013                | 11    | 4     | 0      | 4                   | 2                   | 0                   | —                          | —                          | —                          | 15    | 6     | 0      | 0.4                |
| Cortuluá FC · Colombia            | 1.ª                 | 2016                | 21    | 19    | 6      | 3                   | 3                   | 0                   | —                          | —                          | —                          | 24    | 22    | 6      | 0.92               |
| Cortuluá FC · Colombia            | Total club          | Total club          | 54    | 27    | 6      | 12                  | 5                   | 0                   | 0                          | 0                          | 0                          | 66    | 32    | 6      | 0.48               |
| La Equidad · Colombia             | 1.ª                 | 2013                | 2     | 4     | 0      | —                   | —                   | —                   | —                          | —                          | —                          | 2     | 4     | 0      | 2                  |
| La Equidad · Colombia             | Total club          | Total club          | 2     | 4     | 0      | 0                   | 0                   | 0                   | 0                          | 0                          | 0                          | 2     | 4     | 0      | 2                  |
| AS Livorno · Italia               | 1.ª                 | 2013-14             | 8     | 0     | 0      | —                   | —                   | —                   | —                          | —                          | —                          | 8     | 0     | 0      | 0                  |
| AS Livorno · Italia               | Total club          | Total club          | 8     | 0     | 0      | 0                   | 0                   | 0                   | 0                          | 0                          | 0                          | 8     | 0     | 0      | 0                  |
| Club Olimpo Argentina             | 1.ª                 | 2014                | 16    | 3     | 2      | —                   | —                   | —                   | —                          | —                          | —                          | 16    | 3     | 2      | 0.19               |
| Club Olimpo Argentina             | Total club          | Total club          | 16    | 3     | 2      | 0                   | 0                   | 0                   | 0                          | 0                          | 0                          | 16    | 3     | 2      | 0.19               |
| Independiente Santa Fe · Colombia | 1.ª                 | 2015                | 33    | 10    | 8      | 5                   | 0                   | 0                   | 11                         | 0                          | 0                          | 49    | 10    | 8      | 0.2                |
| Independiente Santa Fe · Colombia | Total club          | Total club          | 33    | 10    | 8      | 5                   | 0                   | 0                   | 11                         | 0                          | 0                          | 49    | 10    | 8      | 0.2                |
| Atlético Nacional · Colombia      | 1.ª                 | 2016                | 7     | 1     | 1      | 6                   | 5                   | 0                   | 14                         | 10                         | 0                          | 27    | 16    | 1      | 0.59               |
| Atlético Nacional · Colombia      | Total club          | Total club          | 7     | 1     | 1      | 6                   | 5                   | 0                   | 14                         | 10                         | 0                          | 27    | 16    | 1      | 0.59               |
| SE Palmeiras · Brasil             | 1.ª                 | 2017                | 32    | 10    | 1      | 4                   | 0                   | 1                   | 7                          | 0                          | 1                          | 43    | 10    | 3      | 0.23               |
| SE Palmeiras · Brasil             | 1.ª                 | 2018                | 28    | 10    | 1      | 4                   | 1                   | 1                   | 12                         | 9                          | 0                          | 44    | 20    | 2      | 0.47               |
| SE Palmeiras · Brasil             | 1.ª                 | 2019                | 19    | 4     | 1      | 1                   | 0                   | 0                   | 5                          | 2                          | 1                          | 25    | 6     | 2      | 0.24               |
| SE Palmeiras · Brasil             | Total club          | Total club          | 79    | 24    | 3      | 9                   | 1                   | 2                   | 24                         | 11                         | 2                          | 112   | 36    | 7      | 0.32               |
| Junior de Barranquilla · Colombia | 1.ª                 | 2020                | 23    | 14    | 3      | 3                   | 2                   | 1                   | 11                         | 5                          | 1                          | 37    | 21    | 5      | 0.57               |
| Junior de Barranquilla · Colombia | 1.ª                 | 2021                | 14    | 8     | 2      | —                   | —                   | —                   | 8                          | 6                          | 0                          | 22    | 14    | 2      | 0.64               |
| Junior de Barranquilla · Colombia | 1.ª                 | 2022                | 17    | 10    | 0      | 2                   | 1                   | 0                   | 8                          | 5                          | 0                          | 27    | 16    | 0      | 0.59               |
| Junior de Barranquilla · Colombia | Total club          | Total club          | 54    | 32    | 5      | 5                   | 3                   | 1                   | 27                         | 16                         | 1                          | 86    | 51    | 7      | 0.59               |
| Grêmio FBPA · Brasil              | 1.ª                 | 2021                | 18    | 5     | 3      | 2                   | 0                   | 0                   | —                          | —                          | —                          | 20    | 5     | 3      | 0.25               |
| Grêmio FBPA · Brasil              | Total club          | Total club          | 18    | 5     | 3      | 2                   | 0                   | 0                   | 0                          | 0                          | 0                          | 20    | 5     | 3      | 0.25               |
| River Plate Argentina             | 1.ª                 | 2022                | 18    | 9     | 1      | 2                   | 0                   | 0                   | —                          | —                          | —                          | 20    | 9     | 1      | 0.45               |
| River Plate Argentina             | 1.ª                 | 2023                | 21    | 5     | 1      | 15                  | 8                   | 1                   | 4                          | 1                          | 0                          | 40    | 14    | 2      | 0.35               |
| River Plate Argentina             | 1.ª                 | 2024                | 22    | 11    | 1      | 16                  | 14                  | 1                   | 11                         | 6                          | 2                          | 50    | 31    | 4      | 0.63               |
| River Plate Argentina             | 1.ª                 | 2025                | 23    | 6     | 1      | 3                   | 0                   | 1                   | 9                          | 1                          | 1                          | 35    | 7     | 3      | 0.22               |
| River Plate Argentina             | Total club          | Total club          | 85    | 31    | 4      | 37                  | 22                  | 3                   | 24                         | 8                          | 3                          | 145   | 61    | 10     | 0.43               |
| Total en su carrera               | Total en su carrera | Total en su carrera | 360   | 137   | 32     | 77                  | 36                  | 4                   | 98                         | 42                         | 5                          | 537   | 218   | 42     | 0.41               |

### Selección
| Selección       | Temporada       | Amistosos | Amistosos | Copa América | Copa América | Copa Mundial | Copa Mundial | Eliminatorias Mundialistas | Eliminatorias Mundialistas | Total | Total |
| Selección       | Temporada       | Part.     | Goles     | Part.        | Goles        | Part.        | Goles        | Part.                      | Goles                      | Part. | Goles |
| --------------- | --------------- | --------- | --------- | ------------ | ------------ | ------------ | ------------ | -------------------------- | -------------------------- | ----- | ----- |
| Sub-20          | 2012            | 3         | 4         | --           | --           | --           | --           | --                         | --                         | 3     | 4     |
| Sub-20          | 2013            | 5         | 2         | --           | --           | 2            | 0            | 8                          | 3                          | 15    | 5     |
| Sub-20          | Total           | 8         | 6         | --           | --           | 2            | 0            | 8                          | 3                          | 18    | 9     |
| Sub-23          | 2016            | --        | --        | --           | --           | 3            | 0            | --                         | --                         | 3     | 0     |
| Sub-23          | Total           | --        | --        | --           | --           | 3            | 0            | --                         | --                         | 3     | 0     |
| Colombia        | 2016            | --        | --        | --           | --           | --           | --           | 1                          | 0                          | 1     | 0     |
| Colombia        | 2017            | 3         | 2         | --           | --           | --           | --           | 1                          | 0                          | 4     | 2     |
| Colombia        | 2018            | 4         | 1         | --           | --           | 1            | 0            | --                         | --                         | 5     | 1     |
| Colombia        | 2021            | --        | --        | 7            | 1            | --           | --           | 6                          | 3                          | 13    | 4     |
| Colombia        | 2022            | 1         | 0         | --           | --           | --           | --           | 3                          | 1                          | 4     | 1     |
| Colombia        | 2024            | 1         | 0         | 2            | 1            | --           | --           | 0                          | 0                          | 3     | 1     |
| Colombia        | Total           | 9         | 3         | 9            | 2            | 1            | 0            | 11                         | 4                          | 30    | 9     |
| Total selección | Total selección | 17        | 9         | 9            | 2            | 6            | 0            | 19                         | 7                          | 51    | 18    |

### Tripletes
| 1 | 15 de enero de 2013   | Malvinas Argentinas, Mendoza | Colombia - Bolivia            |  | 6 - 0 | Campeonato Sudamericano Sub-20 |
| 2 | 26 de abril de 2016   | Palogrande, Manizales        | Once Caldas - Cortuluá        |  | 1 - 3 | Torneo Apertura 2016           |
| 3 | 26 de octubre de 2016 | Atanasio Girardot, Medellín  | Atlético Nacional - Coritiba  |  | 3 - 1 | Copa Sudamericana 2016         |
| 4 | 16 de mayo de 2018    | Allianz Parque, Sao Paulo    | Palmeiras - Junior            |  | 3 - 1 | Copa Libertadores 2018         |
| 5 | 4 de febrero de 2024  | Más Monumental, Buenos Aires | River Plate - Vélez Sársfield |  | 5 - 0 | Copa de la Liga 2024           |
| 6 | 2 de junio de 2024    | Más Monumental, Buenos Aires | River Plate - Tigre           |  | 3 - 1 | Primera División 2024          |

## Palmarés

### Títulos nacionales
| Título              | Equipo                 | País      | Año  |
| ------------------- | ---------------------- | --------- | ---- |
| Superliga           | Independiente Santa Fe | Colombia  | 2015 |
| Copa Colombia       | Atlético Nacional      | Colombia  | 2016 |
| Serie A             | S. E. Palmeiras        | Brasil    | 2018 |
| Superliga           | Junior de Barranquilla | Colombia  | 2020 |
| Primera División    | C. A. River Plate      | Argentina | 2023 |
| Trofeo de Campeones | C. A. River Plate      | Argentina | 2023 |
| Supercopa Argentina | C. A. River Plate      | Argentina | 2023 |

### Títulos internacionales
| Título              | Equipo                 | Sede     | Año  |
| ------------------- | ---------------------- | -------- | ---- |
| Sudamericano Sub-20 | Colombia Sub-20        | Mendoza  | 2013 |
| Copa Sudamericana   | Independiente Santa Fe | Bogotá   | 2015 |
| Copa Libertadores   | Atlético Nacional      | Medellín | 2016 |

### Distinciones individuales
| Distinción                                     | Año    |
| ---------------------------------------------- | ------ |
| Goleador de Primera A (19 goles)               | 2016-I |
| Goleador de la Copa Colombia (8 goles)         | 2016   |
| Goleador de la Copa Sudamericana (6 goles)     | 2016   |
| Parte del Equipo Ideal del Fútbol Colombiano   | 2016   |
| Mejor Jugador del Fútbol Colombiano            | 2016   |
| Parte del Equipo Ideal de América              | 2016   |
| Futbolista del año en Sudamérica               | 2016   |
| Goleador del Campeonato Paulista (7 goles)     | 2018   |
| Parte del Equipo Ideal del Campeonato Paulista | 2018   |
| Goleador de la Copa Libertadores (9 goles)     | 2018   |
| Goleador de Primera A (14 goles)               | 2020   |
| Equipo ideal de la DIMAYOR                     | 2020   |
| Goleador de la Copa de la Liga (13 goles)      | 2024   |

## Récords
- Quinto goleador histórico del Cortuluá con 32 goles.
- Máximo goleador del Cortuluá en torneos cortos con 19 goles.
- Segundo máximo goleador histórico de la liga de Colombia en torneos cortos (convirtiendo 19 goles en 22 partidos en el Apertura 2016) después de Germán Cano (Finalización 2018)
- Primer goleador extranjero en la historia del campeonato Paulista en su era profesional.
- Primer goleador extranjero en el campeonato Paulista (tanto en la era amateur como la profesional) desde el Inglés Whatley, quien lo logró en 1913.
- Máximo goleador en torneos internacionales del Junior de Barranquilla.
- Máximo goleador colombiano histórico de la Copa Sudamericana (15).
- Máximo goleador colombiano histórico de la Copa Libertadores compartido con Antony de Ávila (29).

## Patrocinadores
Miguel Borja es el embajador de Marca de Binomo en LATAM desde octubre hasta diciembre de 2024.